# Кістяківський Володимир Олександрович
Кістяківський Володимир Олександрович (1865–1952) — хімік, член Академії наук — української і всесоюзної, 31 рік був професором петербурзького Політехнічного інституту. Має особливі заслуги в організації фізико-хімічних наукових дослідів у Ленінграді.
Закінчив Санкт-Петербурзький університет, отримав ступінь магістра й доктора хімії в Московському університеті, був професором політехнічного інституту у Санкт-Петербурзі. Короткий час працював у Києві. Член-кореспондент ряду фізичних наук (хімія) Відділення фізико-математичних наук з 6 грудня 1924 р., академік Відділення фізико-математичних наук (фізична хімія) з 12 січня 1929 р.
У 1929 в Ленінграді організовував та очолював Колоїдно-електрохімічну лабораторію (ЛАКЕ). В 1934 лабораторію перетворюють на Колоїдно-електрохімічний інститут (КЕІН), який він і очолив. Кістяківський — автор низки фундаментальних закономірностей у фізичній хімії, зокрема, в електрохімії. Виконав великі дослідження з електрохімії магнію, хрому, заліза, алюмінію та інших металів.

## Родина
Брати:
- Кістяківський Богдан Олександрович
- Кістяківський Ігор Олександрович